# Сосновское сельское поселение (Брянская область)
Сосно́вское сельское поселение — муниципальное образование в юго-восточной части Выгоничского района Брянской области. Центр — село Сосновка.
Образовано в результате проведения муниципальной реформы в 2005 году, путём преобразования дореформенного Сосновского сельсовета.

## Население
| 2010 | 2011  | 2012 | 2013 | 2014 | 2015 | 2016 | 2017 | 2018 |
| ---- | ----- | ---- | ---- | ---- | ---- | ---- | ---- | ---- |
| 1003 | →1003 | ↘970 | ↘969 | ↘962 | ↘939 | ↘931 | ↘925 | ↘919 |
| 2019 | 2020  | 2021 |      |      |      |      |      |      |
| ↘912 | ↘905  | ↘885 |      |      |      |      |      |      |

## Населённые пункты
| № | Населённый пункт | Тип     | Население |
| - | ---------------- | ------- | --------- |
| 1 | Десна            | посёлок | →344      |
| 2 | Колодное         | деревня | ↘38       |
| 3 | Переторги        | деревня | ↘107      |
| 4 | Рясное           | деревня | ↗10       |
| 5 | Сосновка         | село    | ↘470      |